# الفيلق القوقازي المحمدي

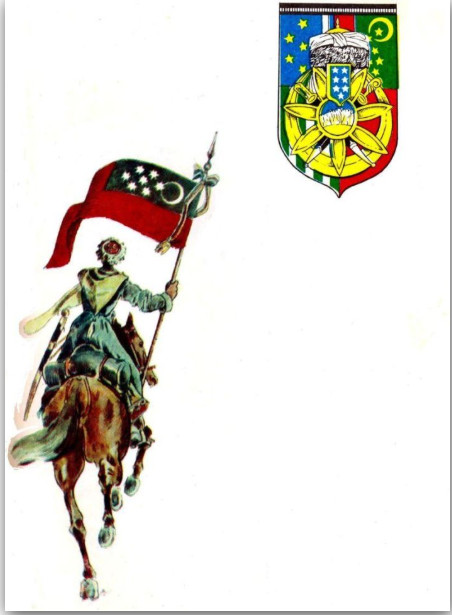
في الحرب العالمية الثانية ، كانت هذه اللافتة لافتة لفيلق شمال القوقاز ، الذي تم إنشاؤه على أساس الفيلق القوقازي المحمدي (وكذلك الفيلق الجبلي القوقازي والأذربيجاني)

الفيلق القوقازي-المحمدي (بالألمانية: Kaukasisch-Mohammedanische Legion) وحدة تطوعية في الجيش الألماني. تم إنشاء الفيلق في 13 يناير 1942  بأمر من الجنرال Infantria Olbricht. كانت الوحدة مؤلفة من قوقاز الشمال المسلمين والأذربيجانيون. بموجب المرسوم الصادر في 19 فبراير 1942، تم تخصيص المتطوعين من شعوب شمال القوقاز في 2 أغسطس 1942 على أساس وطني إقليمي بشكل منفصل لفيلق شمال القوقاز/فيلق جبل القوقاز. مقر الفيلق في مدينة ويسل الألمانية.

## التاريخ

الصليب المعقوف لما يسمى ب «وقوف الخيل». ووفقًا لن.نابسو، تم تعليق رمز مشابه على زي جنود الفيلق القوقازي.

في تشرين الأول / أكتوبر 1941، أنشئت واحدة لكل من أسرى الحرب من تركستان والقوقاز (عملية وكالة الإستخبارات النازية أبفير «النمر ب») تم إنشاؤه لأهداف خاصة من أبفير ويديرها ستاب والي.
تم إنشاء الفيلق القوقازي-المحمدي في 13 يناير 1942 بأمر من الجنرال فريدريش أولبريشت، قائد جيش الاحتياط. لهذا الغرض، تم إنشاء مقر تدريب ألماني، برئاسة الرائد أندرياس ماير مادير. تم تكليفه بمهمة تجديد السريات السبع من الجنسيات التي أنشأها أسرى الحرب قبل ذلك. كان يجب فحص أسرى الحرب المناسبين، وإطلاق سراحهم من الأسر، وبعد فترة تجريبية قصيرة، يرتدون الزي الألماني. على أساس اتحاد ماير مادير، سُمح له بتشكيل جحافل القوقاز-المحمدي والتركستاني. في 19 فبراير / شباط، أمر قائد التسلح وقائد جيش الاحتياط بفصل جحافل القوقاز-المحمدي والتركستاني. في 2 أغسطس 1942، تم دمج ممثلي الشعوب القوقازية في فيلق شمال القوقاز منفصل. تألف من الأبخاز والشركس والقبردي وبلكار والقراشاي والشيشان والأنغوش ووشعوب داغستان. أنضم الأكراد والطاليون والأوسيتيون الشمالييون في وقت لاحق.
في عام 1943، تم إنشاء مقر قيادة الفيلق شمال القوقاز في بلدة ميرغورود في منطقة بولتافا تحت قيادة الليفتنانت كولونيل. Ristov. في صيف عام 1944، بدأ تشكيل أفواج قوات الأمن الخاصة في شمال القوقاز والقوقاز. في نهاية الحرب في شمال إيطاليا انضمت مجموعة شمال القوقاز المقاتلة إلى الوحدة القوقازية لقوات الأمن الخاصة.